# 浜松市立可美中学校
浜松市立可美中学校（はままつしりつ かみちゅうがっこう）とは、静岡県浜松市中央区にある公立中学校。

## 沿革
- 1947年（昭和22年）3月31日 - 教育基本法、学校教育法の制定により新制中学校令施行される
  - 4月 - 可美村立可美中学校誕生（スズキの一部を借用）
- 1949年（昭和24年）4月 -  明神野(現:神田町)・東明神野(現:春日町) 生徒は浜松市へ転入となる。東若林地内中島航空金属工場を村交渉で払い下げを受け改造教室として行う。
- 1950年（昭和25年）12月 - 新校舎の建設を設定する。新居海兵団の宿舎の資材を使用。
- 1955年（昭和30年） - 鉄筋2階建校舎落成(南校舎)
- 1958年（昭和33年） - 運動場拡張
- 1959年（昭和34年） - 村営プール落成、50M。落成式には「世界のトビウオ」こと古橋廣之進が来校。小雨の中挙行された
- 1960年（昭和35年） - 鉄筋3階建校舎落成
- 1961年（昭和36年） - 体育館落成
- 1966年（昭和41年） - 普通教室4教室落成
- 1971年（昭和46年） - 4階建北校舎落成
- 1981年（昭和56年） - 北校舎増築工事落成
- 1982年（昭和57年） - 南校舎4教室、保健室、格技室落成、正門設置
- 1990年（平成2年） - 北校舎にパソコン室を設置。
- 1991年（平成3年）5月1日 - 浜松市に編入、浜松市立可美中学校に改称
- 2016年（平成28年）3月 - 体育館完成

## 学区
- 増楽町[1]
- 高塚町
- 東若林町
- 若林町

## 主な出身者
- 久保ひとみ（ローカルタレント）